# Boleslaw I. (Schlesien)

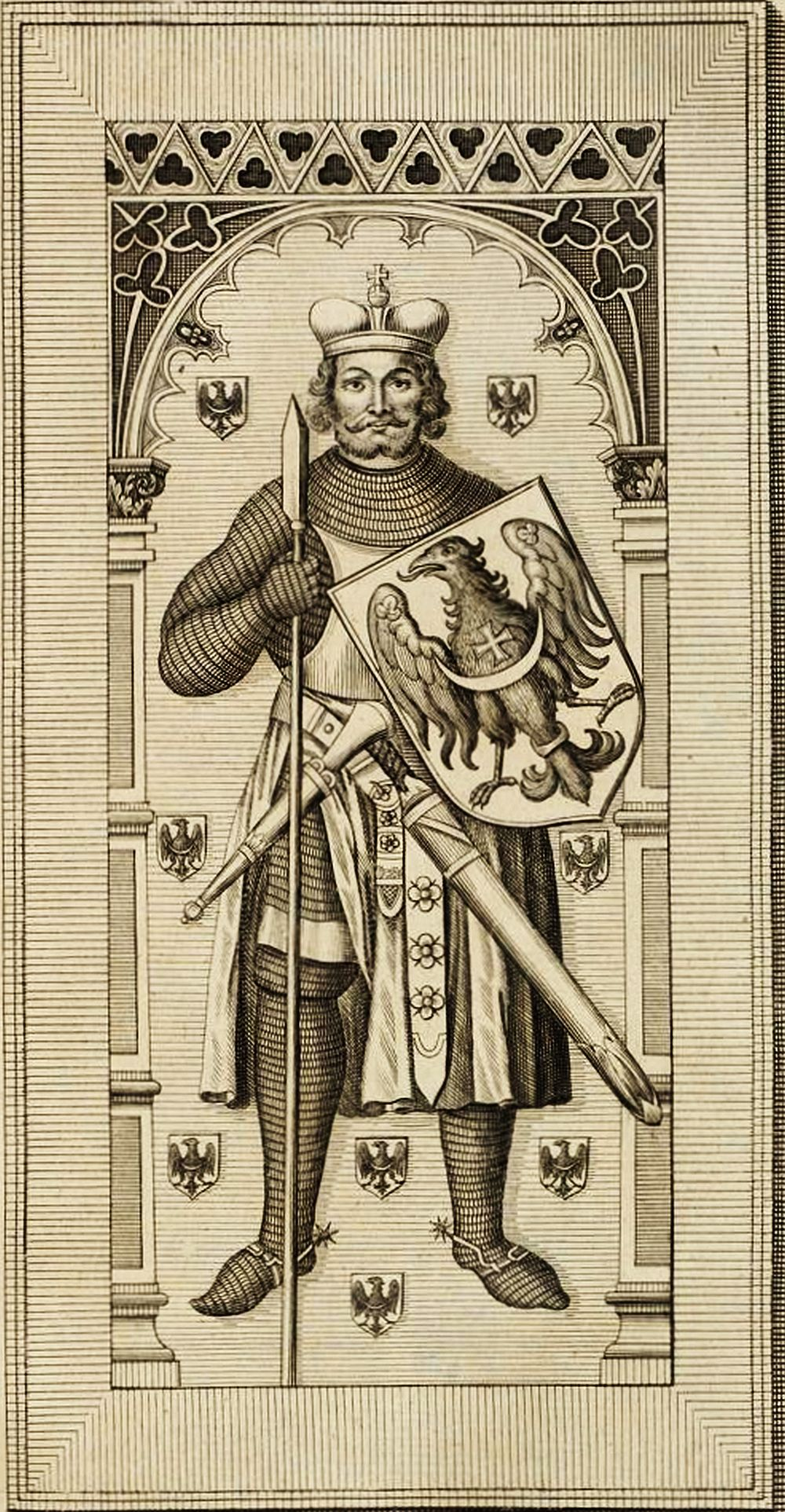
Rekonstruktion der Grabplatte Boleslaus' des Langen in der Klosterkirche Leubus. Kupferstich von Bartholomäus Strachowsky, 1733

Boleslaw I. (auch: Boleslaus der Lange; Boleslaus I. von Schlesien; polnisch Bolesław I. Wysoki; * 1127; † 18. Dezember 1201) war Herzog von Schlesien mit Sitz in Breslau.

## Herkunft und Familie
Boleslaw entstammte der polnischen Herrscherdynastie der Piasten. Sein Vater Władysław II. „der Vertriebene“ († 1159) war Begründer der Linie der Schlesischen Piasten. Boleslaws Mutter war Agnes von Babenberg (um 1111–1163), Tochter des österreichischen Markgrafen Leopold III. Boleslaws Brüder waren Mieszko I. († 1211), Herzog von Schlesien, ab 1202 Herzog von Oppeln, und Konrad I. († nach 1178), Herzog von Schlesien. Boleslaws Schwester Richeza war seit 1152 mit König Alfons VII. von Kastilien verheiratet.
1163 heiratete Boleslaw in erster Ehe Wenzlawa (Zvinislava/Anastasia), Tochter des Wsewolod II. von Kiew. Dieser Ehe entstammte ein Sohn:
- Jaroslaw († 1201), Herzog von Oppeln, ab 1198 Bischof von Breslau.

Nach Wenzlawas Tod heiratete Boleslaw in zweiter Ehe Christina, die Tochter eines deutschen Adligen. Dieser Ehe entstammten vier Söhne und zwei Töchter, darunter:
- Heinrich I. († 1238), Herzog von Schlesien und Herzog von Polen;
- Adelheid, ⚭ Markgraf Diepold III. von Mähren.

## Leben
Boleslaw wurde 1146 zusammen mit seinen Eltern und seinem Bruder Mieszko von seinem Onkel Bolesław IV. „Kraushaar“ († 1173) vertrieben. Nachdem die Familie am Hof des römisch-deutschen Königs Konrad III. Aufnahme fand, verbrachte Boleslaw seine Jugend auf der kaiserlichen Pfalz Altenburg in Thüringen. Zusammen mit König Konrad III. nahm Boleslaw 1147 am Zweiten Kreuzzug teil. 1154/1155 und 1158/1162 begleitete er den Kaiser Friedrich I. Barbarossa auf dessen Italienzügen.
Erst vier Jahre nach dem Tode ihres Vaters durften Boleslaw und Mieszko mit Hilfe Kaiser Friedrichs I. 1163 nach Schlesien zurückkehren, das ihnen ihr Onkel Herzog Bolesław IV. „Kraushaar“ herausgeben musste. Sie erhielten ihr Gebiet innerhalb der polnischen Senioratsverfassung als selbständiges Herzogtum und waren gegenüber dem Kaiser tributpflichtig. Ihr Herrschaftsgebiet, das Mittel- und Niederschlesien sowie das Oppelner Land umfasste, regierten sie zunächst gemeinsam. 1172 wurde Boleslaw von seinem Onkel Boleslaw Kraushaar erneut verbannt, kehrte jedoch 1173 wiederum mit Hilfe des Kaisers Barbarossa zurück.
Nachdem es zwischen den Brüdern zu Streitigkeiten gekommen war, wurde das Land geteilt. Boleslaw erhielt Mittel- und Niederschlesien mit den Gebieten von Liegnitz, Breslau und Oppeln. Das Glogauer Land regierte er vermutlich als Vormund seines minderjährigen Bruders Konrad. Mieszko erhielt die oberschlesischen Gebiete von Ratibor und Teschen. Da Boleslaw als Oberhaupt der älteren Piastenlinie den Krakauer Thron wiedergewinnen wollte, beteiligte er sich 1177 an der Verschwörung gegen den damaligen Senior Mieszko III. „den Alten“, weshalb er von diesem vertrieben wurde. Erst mit Hilfe des neuen Seniorherzogs, Kasimir des Gerechten, konnte Boleslaw zurückkehren. Mieszko erhielt von Kasimir die Gebiete von Beuthen, Auschwitz, Zator, Sewerien und Pleß.
Nachdem Boleslaw seinen Sohn Heinrich zum alleinigen Erben bestimmt hatte, empörte sich Jaroslaw, der Sohn aus Boleslaws erster Ehe, gegen seinen Vater. Zusammen mit seinem Onkel Mieszko kämpfte Jaroslaw gegen seinen Vater, der ihm schließlich 1180 auf Lebenszeit das Oppelner Gebiet als Herzogtum zuwies. Als Gegenleistung musste sich Jaroslaw verpflichten, in den geistlichen Stand zu treten. Nach Jaroslaws Tod am 22. März 1201 fiel das Herzogtum Oppeln vertragsgemäß an Boleslaw zurück. Da Boleslaw seinem Sohn Jaroslaw schon am 18. Dezember desselben Jahres im Tode folgte, eroberte sein Bruder Mieszko wenige Monate später das Oppelner Land und verband es auf Dauer mit seinem Herrschaftsgebiet.
Während seiner Regierungszeit setzte sich Boleslaw für den Landesausbau ein und förderte die Kolonisation des Landes mit deutschen Siedlern (Deutsche Ostsiedlung). Dabei mag sein 17-jähriger Aufenthalt in der Verbannung auf der kaiserlichen Pfalz in Altenburg eine Rolle gespielt haben. In den nachfolgenden zweihundert Jahren gründeten die Einwanderer rund 1200 Dörfer und 120 Städte nach deutschem Stadtrecht. 
1175 stellte er die Stiftungsurkunde für das Kloster Leubus aus, das bereits ab 1163 mit Zisterziensern aus Pforta in Sachsen besiedelt worden war. Er soll dazu vorher mit päpstlicher Genehmigung polnische Benediktiner aus Leubus vertrieben haben. Mit Boleslaws Einwilligung wurde das Breslauer Vinzenzstift an der Elbing an die Prämonstratenser übergeben. Boleslaw I. wurde im Kloster Leubus bestattet.